# 포로 수용소

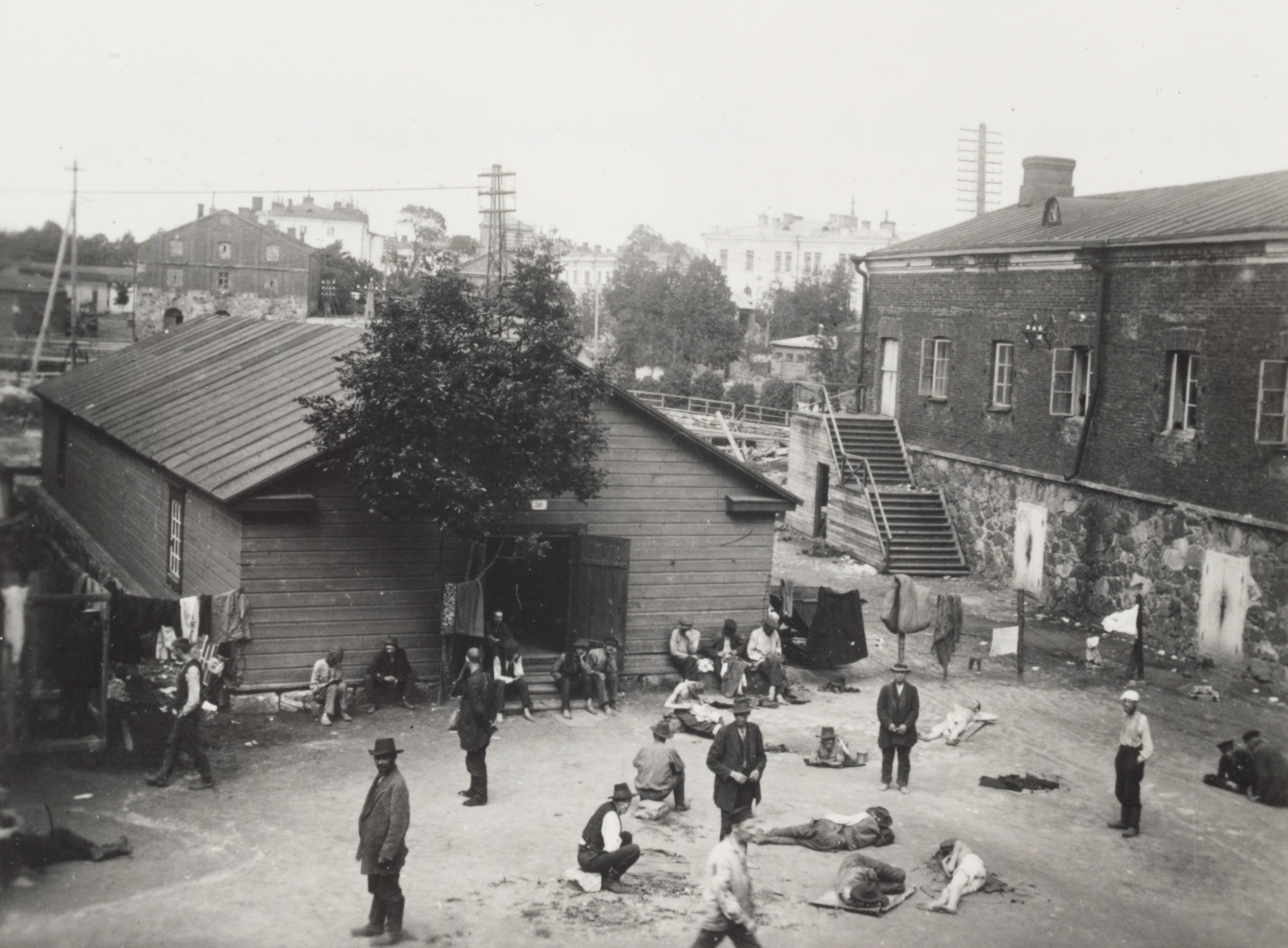

포로 수용소(捕虜收容所, 영어: prisoner-of-war camp, POW camp)는 포로들을 수용하는 수용소이다. 교전국들의 영토에 주로 설치된다. 포로 수용소의 주된 수용 대상은 전쟁에서 체포된 군인인 포로들이며 적대국 국적의 민간인이 수용될 때도 있다.

## 한국 전쟁

### 유엔 수용소

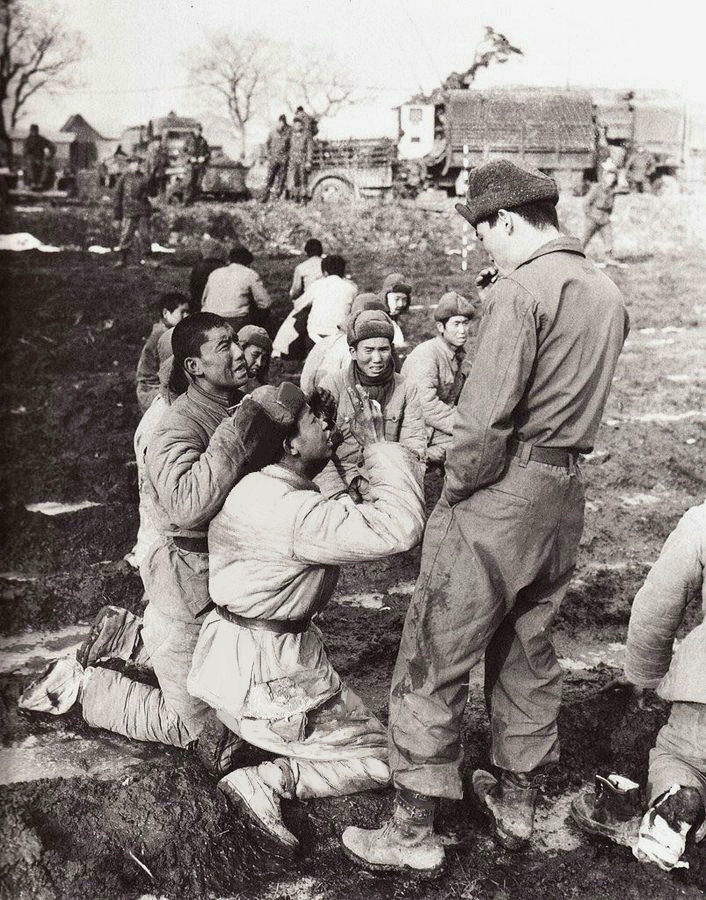
6.25 전쟁 당시 한국군에 생포된 중공군 포로들

한국 전쟁 당시 경상남도 거제시 고현동에 포로수용소를 설치하고 조선인민군과 중국인민지원군 포로를 수용하였다. 1950년 11월 27일에 설치되기 시작하여 1953년 7월 27일에 휴전할 때까지 유엔사령부에서 운영하였다.

## 같이 보기
- 핀란드 내전의 포로수용소